# Feisnitz-Stausee
Der Feisnitz-Stausee, auch Feisnitzspeicher oder Stausee Haid genannt, ist ein 15,54 ha großer Stausee an der Feisnitz. Er liegt im Kohlwald genannten Teil des Fichtelgebirges nahe Arzberg am Süd- bis Südwestfuß des Kohlberges (633 m) im bayerischen Landkreis Wunsiedel im Fichtelgebirge.
Der Stausee wurde von der damaligen Bayerischen Elektrizitätslieferungsgesellschaft (BELG) bzw. der Elektrizitäts-Versorgung Oberfranken (EVO) als Kühlwasserspeicher für das Kraftwerk Arzberg aufgestaut. Er ging dann in den Besitz der E.ON AG über. Das Kraftwerk Arzberg wurde 2003 stillgelegt und 2006 abgebrochen. Der Stausee wurde der Stadt Arzberg übergeben.

## Geographie und Daten

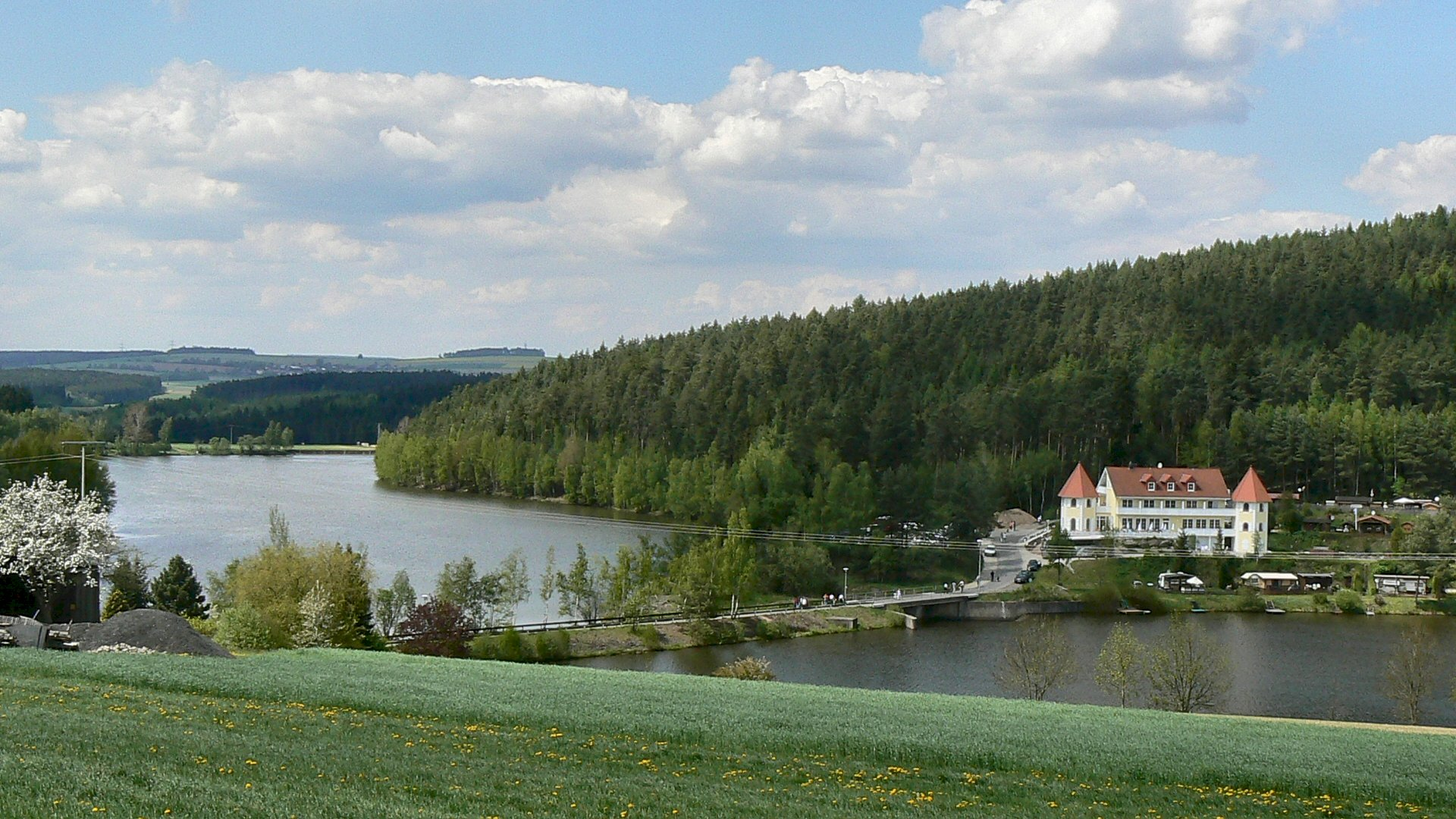
Blick von Südosten: links der Hauptspeicher, rechts die Vorsperre, dazwischen der Vordamm

### Hauptsperre
Der Feisnitz-Stausee liegt etwa 1,5 km ostnordöstlich von Seußen, das zum 2,6 km nordnordöstlich des Stillgewässers liegenden Arzberg gehört. Er wird von der Feisnitz durchflossen, die zwischen beiden Ortschaften etwa 600 m nordwestlich des Staudamms in den Eger-Zufluss Röslau mündet. 
Der Stausee ist 15,54 ha groß und etwa 1,3 km lang. Der Speicherraum ist 1.300.000 m³ groß. Die Wasseroberfläche liegt auf 503 m Höhe. Der Staudamm mit 120.000 m³ Bauwerksvolumen ist über der Gewässersohle 19 m und über der Gründungssohle 26 m hoch; an der Krone ist er 150 m lang.

### Vorsperre
Die östlich der Hauptsperre an der zufließenden Feisnitz liegende Vorsperre wird im Volksmund „Neuer Klausenteich“ genannt. Die Wasseroberfläche liegt auf 504 m Höhe. Ihr Damm ist 9,25 m hoch und an der Krone 120 m lang. Die Staufläche ist 4 ha groß bei einer größten Wassertiefe von 7 m.

## Geschichte
Im Gebiet des heutigen Stausees befand sich von 1792 bis 1832 die Zeche Treue Freundschaft, in der Alaunerz gefördert wurde. Das Rohmaterial, schwefelkieshaltige bituminöse Braunkohle, wurde in vier bis sechs Meter tiefen Schächten abgebaut und in Werken weiterverarbeitet. Um 1870 entstand im Bereich der Tagebaugrube der kleine Klausenteich. Von diesem führte ein Kanal mit leichtem Gefälle nach Elisenfels, wo das Wasser in einer Turbinenanlage Strom für die dortigen Spinnereien erzeugte. Dieser Teich wurde 1913 von einem Hochwasser zerstört und 1935 von dem Besitzer der Gaststätte Klausen neu angelegt.
Beim Bau des jetzigen Stausees von 1972 bis 1974 verschwanden die damaligen Anlagen (Alaunhütte, Magazin und Wohnbau – später als Bierwirtschaft und Gemeindehaus genutzt) und es entstand nördlich des Vordammes die Gaststätte Seeklause. In einem Uferbogen liegt ein Campingplatz.

## Nutzung, Fauna, Freizeit
Haupt- und Vorsperre werden auch zur Fischzucht genutzt. Die Hauptfischarten sind Forelle, Hecht, Zander, Karpfen, Schleie, Wels und Aal; in der Vorsperre gibt es auch Weißfisch.
Das Naherholungsgebiet Feisnitz-Stausee dient auch zum Baden und Erholen. Um den Stausee führen Wanderwege. Besonders die Vorsperre liegt in landschaftlich reizvoller Lage. Dort gibt es eine Gaststätte und einen Campingplatz. Der Parkplatz am Stausee ist Ausgangspunkt für Wanderungen zur Waldenfelswarte auf dem Kohlberg, zum Basaltgebiet des Ruhebergs und in das Röslautal zum Gsteinigt zwischen Elisenfels und Arzberg.